# Burg Trutzeltz
Burg Trutzeltz, auch Balduineltz, Baldeneltz oder Neueltz genannt, ist die Ruine einer Höhenburg im Tal der Elz auf der Gemarkung von Wierschem nahe der Stadt Münstermaifeld.

## Geographie
Trutzeltz liegt nur etwa 230 Meter Luftlinie nördlich der Burg Eltz und 40 Meter höher bei 182 m ü. NHN auf dem ansteigenden Berghang. Die sehr kleine Burganlage hat eine Größe von nur etwa 30 × 25 Metern. Es sind in der Burgruine hauptsächlich die noch gut 10 Meter hoch aufragenden Reste des Wohnturms sowie weitere Grundmauern vorhanden.

## Geschichte
Die Burg wurde durch den Trierer Erzbischof Balduin im Rahmen der Eltzer Fehde (1331–1336/1337) als Belagerungsburg gegen Burg Eltz errichtet. Die Eltzer Fehde ist im Zusammenhang mit der Territorialpolitik von Balduin zu sehen. Er versuchte während seiner Regierungszeit den Trierer Machtbezirk entlang der Mosel auszubauen. Dabei stieß er immer wieder auf Widerstand, so schlossen sich insgesamt 21 Ritter in Person der Herren von Eltz, Waldeck, Schöneck und Ehrenberg zu einem förmlichen Schutzbund zusammen. Balduin versuchte einen direkten Angriff auf Eltz, der aber scheiterte. Als Reaktion ließ Balduin daher vermutlich 1331 die Belagerungsburg Trutzeltz, oder nach dem Namen des Erbauers auch Baldeneltz genannt, errichten. Im Jahr darauf ließ er außerdem die Rauschenburg gegen die drei mit Eltz verbündeten Burgen errichten. Dass die Baldeneltz vermutlich in kürzester Zeit erbaut wurde, um die Herren von Eltz unter Druck zu setzen, kann man unter anderem  anhand des verwendeten Baumaterials, überwiegend kleinteiliges Bruchsteinmaterial aus dem Umfeld der Belagerungsburg selbst, erkennen. Es wurde mit einem stark lehmhaltigen Mörtel zusammengehalten, welcher dem Klima in Mitteleuropa nicht auf Dauer standhalten kann. Das ist für die Verwendung als Belagerungsburg auch nicht relevant, nur ist es in diesem Zusammenhang merkwürdig, dass das Weiterbestehen des Bauwerks beim Friedensschluss vertraglich abgesichert wurde.
Burg Eltz wurde von der Trutzburg mit Steinkatapulten (Blide) beschossen, konnte aber letztlich nicht eingenommen werden. Im Laufe der Kampfhandlungen setzte Balduin auch eine frühe Form von Feuerwaffen (Pfeilbüchsen) ein, was Funde auf Burg Eltz nahelegen.
Die Herren von Eltz und die anderen beteiligten Ritter mussten 1333 schließlich um Frieden bitten. Die Fehde wurde jedoch erst 1336 durch einen Vertrag (Sühne) beigelegt. Einzig Johann von Eltz führte die Auseinandersetzung fort. Dieser hatte bereits vor der Eltzer Fehde einmal im Kampf mit Balduin gelegen (Kempenicher Fehde) und war daher wohl nicht bereit, den Frieden einzugehen. Nun zeigte Balduin aber sein Geschick, den Gegner auf die eigene Seite zu ziehen: Nachdem die Trutzeltz durch den Friedensschluss mit den anderen Rittern quasi „legalisiert“ und in ihrem Fortbestand gesichert war, übergab er sie 1337 dem Johann von Eltz zu Lehen und machte ihn zum erblichen Burggrafen.
König Karl IV. belehnte am 9. Januar 1354 Erzbischof Balduin von Trier wegen dessen treuer Dienste gegen Kaiser Heinrich VII mit der Burg Eltz.

„Bisher waren die Herrn zu Eltz Lehensleute des Reichs gewesen. Am 9. Januar 1354 belehnte König Karl IV aus Wohlwollen gegen Erzbischof Balduin von Trier wegen dessen treuer Dienste gegen Kaiser Heinrich VII ihn und seine Nachfolger mit der Veste zu Eltz bei Münstermaifeld nebst Zugehör besonders allem Gute, das die Gemeiner zu Eltz von ihm und dem Reiche zu Lehen haben, so dass die Gemeiner zu Eltz alle diese Güter künftig von Trier empfangen und haben sollen. Zugleich sagte er dieselben nach Empfang dieser Lehen von Trier der Eide gegen das Reich los und ledig. Damit war das Lehensverhältniss der zu Eltz zu Trier ausgesprochen.“

Burg Trutzeltz verlor bald an Bedeutung, wurde nicht weiter unterhalten und galt schon 1453 als verfallen. In einer in das Jahr 1453 datierten Urkunde wird Trutzeltz als „bysher vnbewohnet und dadurch verwüstet und vergenklich“ beschrieben.

Burg Trutzeltz
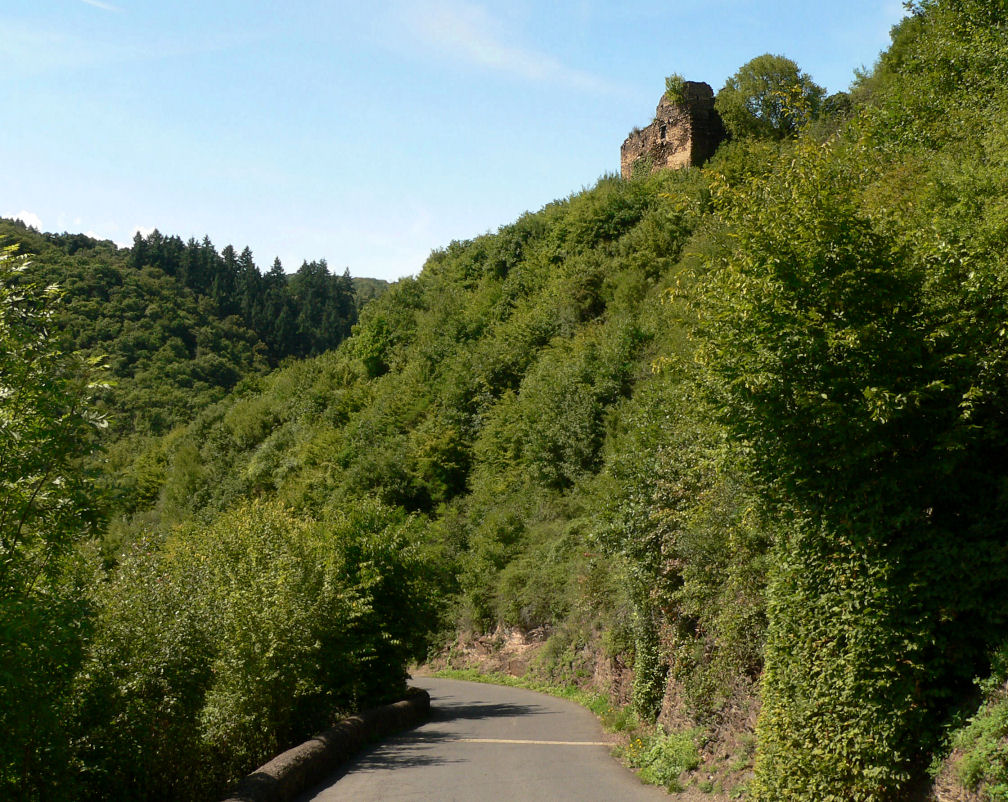
Von unten gesehen
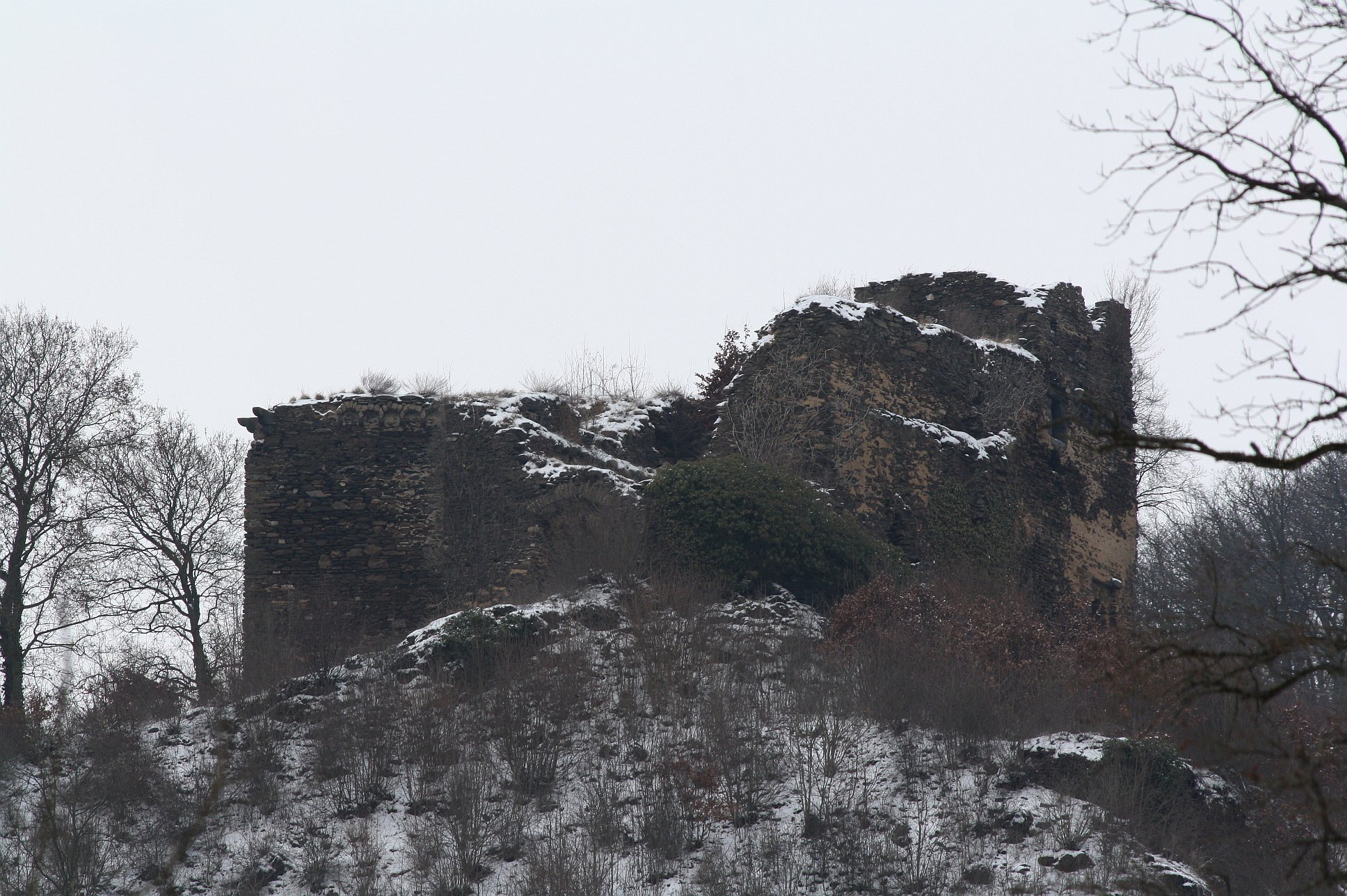
Frontansicht
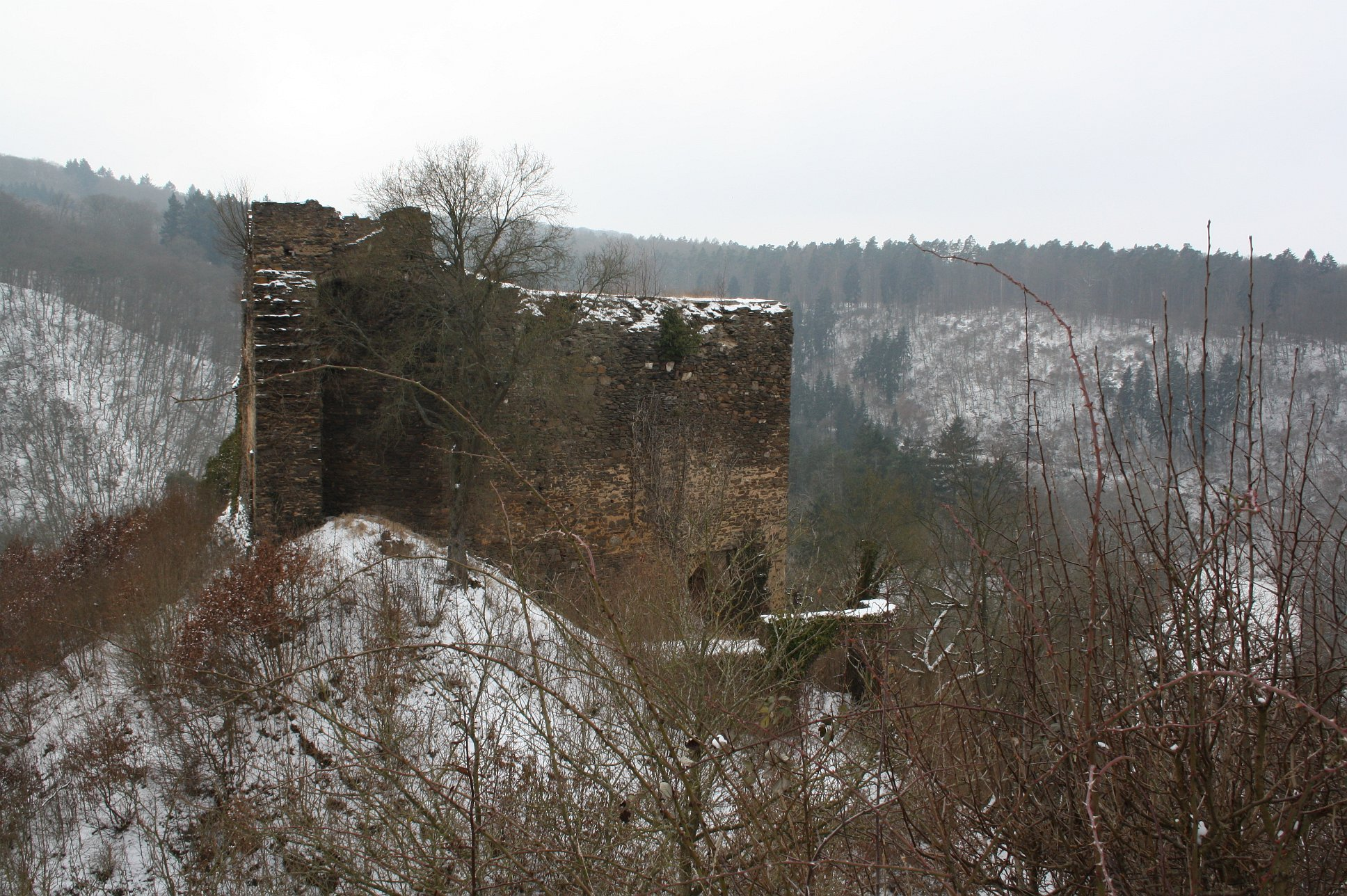
Eingang der Burg
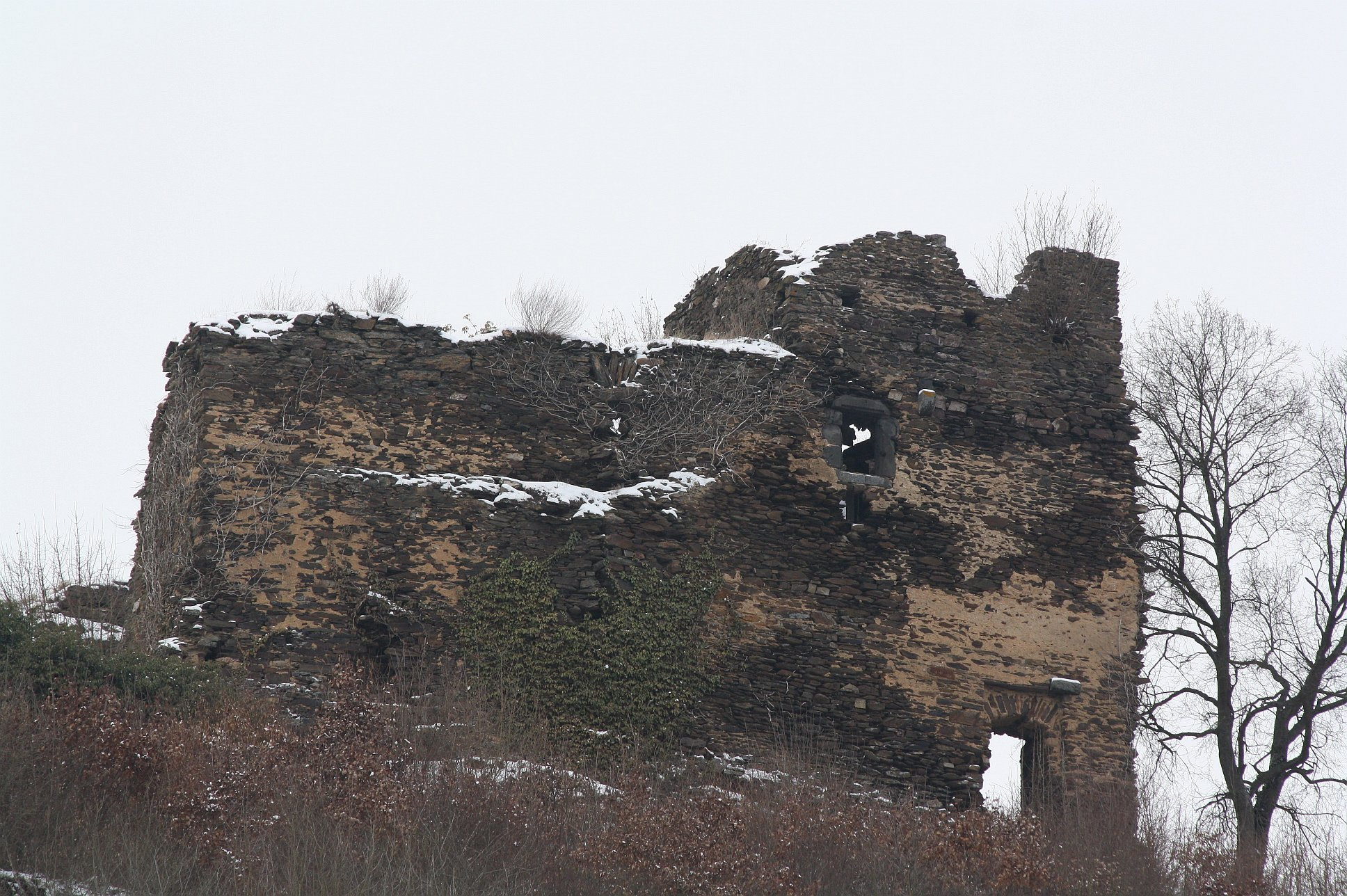
Rückseite
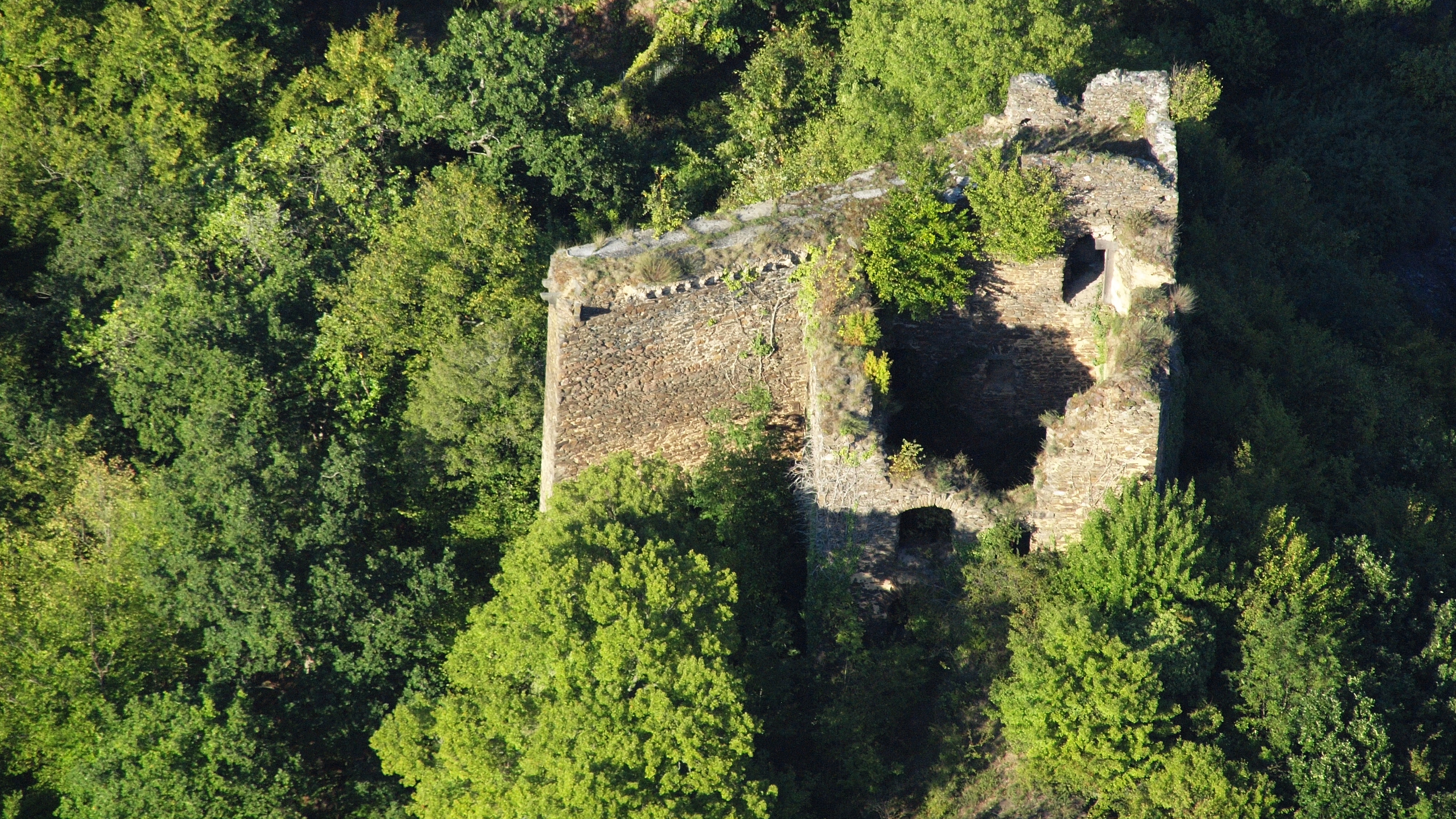
Luftaufnahme (2015)